# Campeonato Amazonense de Futebol
O Campeonato Amazonense de Futebol, mais conhecido como Campeonato Amazonense, ou popularmente chamado de Barezão, é a competição para a disputa do título de campeão estadual entre os clubes profissionais de futebol no estado do Amazonas. Organizada pela Federação Amazonense de Futebol, é o segundo campeonato mais antigo em disputa da Região Norte, sendo disputado desde 1914, sendo amador até 1963 e se profissionalizando a partir de 1964. E em 1966 passou a ser organizado pela FAF. Teve como seu primeiro campeão o Manaos Athletic Club. Seu atual campeão é o Amazonas, vencedor da edição de 2025, quando conquistou seu segundo título da competição.
A primeira edição da Série A foi organizada em 1914 e disputada por 5 clubes de Manaus, membros fundadores da Liga Amazonense de Foot-Ball.
Com a contagem da Federação Amazonense, os maiores campeões da competição são: Nacional, com 43 conquistas; Atlético Rio Negro, com 16 títulos; e São Raimundo e Fast Clube com 7 títulos. Com destaque para o Manaus, que com 6 títulos, é o segundo maior campeão do milênio atual.

## História

### O Futebol no Amazonas
O futebol chegou no Amazonas entre o final do século XIX e os primeiros anos do século XX, sendo praticado inicialmente em Manaus, basicamente por ingleses que chegaram durante a belle époque. O primeiro clube esportivo de Manaus foi o eclético Sport Club Amazonense, fundado em 24 de outubro de 1897 pela elite manauara. Porém, esse clube desapareceu por volta de 1900 sem se ter ideia de que praticou o futebol.
É em 1903 que se tem a primeira notícia de um jogo de futebol no Amazonas quando, em março daquele ano, os Ingleses fizeram uma partida na praça Floriano Peixoto, no bairro da Cachoeirinha, em Manaus.
O primeiro clube fundado no estado em razão especial da prática do futebol foi o Racing Club Amazonense, fundado em 13 de maio de 1906, pelo maranhense José Conduru Pacheco. Quase um ano depois, em 19 de abril de 1907, surgiu o segundo clube baré de futebol, o Sport Foot-ball Club Manáos, de cores vermelho e branco e fundado por Luiz Paulino.Entre essas duas football assocations se deram os primeiros matches de futebol no Amazonas. Nessa época o foot-ball dividia atenções com esportes como esgrima, ciclismo, críquete, ginástica e remo.
O que atraiu os ingleses para Manaus, assim como estrangeiros de diversas nacionalidades, foi o "ciclo da borracha" que representava muitas oportunidades. Ao chegar na cidade, trouxeram consigo o estilo sportman que foi bem aceito e incorporado na sociedade manauara. Como citado anteriormente, foram os ingleses que fundaram os primeiros clubs em Manaus e inicialmente vetavam o ingresso de brasileiros em suas equipes, o que era encarado com orgulho pelo Manáos Athletic Club, por exemplo. Nesse primeiro momento do "esporte bretão" em terras barés, era praticado numa temporada de março a julho, por conta do clima e também para os sportmen poderem praticar outros esportes.
Com a popularização do foot-ball, inúmeros clubs foram surgindo em Manaus, e os matches passaram a ser divulgados e retratados nos jornais da cidade. Em 10 de janeiro de 1914 foi fundada a primeira entidade de foot-ball do Amazonas, a Liga Amazonense de Foot-ball (LAFB), contando com entre 7 a 10 clubes filiados (alguns possuíam até 3 teams) que somavam 20 teams divididos em três divisões. O primeiro campeonato da liga foi realizado ainda em 1914, contando com clubes possuintes de jogadores de várias nacionalidades, podemos citar que o Manaos Athletic, um raro remanescente dos inúmeros clubes fundados por britânicos, veio a ser o campeão dessa histórica 1ª edição (e depois também da 2ª), sendo o único dos participantes que era composto unicamente por britânicos e por isso se consideravam "Os imbatíveis". Dentre os demais clubes da primeira divisão, tivemos o Club Vasco da Gama (clube fundado por portugueses), o Manaos Sporting (um misto de sportmen brasileiros e portugueses) e Nacional e Rio Negro (compostos unicamente por brasileiros).
Com a especial popularidade, logo os clubs passaram a requerer ante a Intendência Municipal as praças e bosques públicos para efetuar seus trainings e matches. Foi isso que o recém-fundado Athletic Rio Negro Club fez para ter direito sobre a atual Praça da Saudade, onde fazia seus treinos, mandava seus jogos e eventualmente cedia para outros clubes. Os jogos ocorriam durante o dia todo, com o "horário nobre" sendo às 16h30, horário em que os primeiros teams (times principais) faziam suas pelejas. Já nos demais horários, se enfrentavam os clubes dos segundos e terceiros teams, em alguns casos ocorrendo partidas a partir das 5h30 da manhã. Depois de algum tempo o Bosque Municipal, área verde distante do centro de Manaus, passou a ser a "sede oficial" da liga, onde foram realizados a maioria dos jogos.

### 1914 a 1963, período do amadorismo
De 1914 e 1963, o Campeonato Amazonense foi realizado no regime de futebol amador, onde os atletas jogavam o esporte por lazer e não como profissão. Deste período muitos clubes surgiram e outros tantos desapareceram, dentre os quais podemos citar Luso Sporting Club e União Esportiva Portuguesa (clubes de origem portuguesa, este último nascido da fusão do Club Vasco da Gama com outra equipe de orgiem lusitana), o Manaos Sporting (permaneceu até a década de 1930), o Princesa Isabel (disputou 12 edições entre 1948 e 1959), o Auto Esporte e o Santos (esses últimos os últimos campeões do amadorismo a não ingressar no futebol profissional). Durante o amadorismo nasceram as principais rivalidades do futebol baré, envolvendo principalmente o "trio de ferro" (Nacional, Rio Negro e Fast Clube) e também rivalidades momentâneas devido ao "sucesso" de clubes como União Portuguesa (nos anos 1930), América nos anos 1950 e Olímpico Clube a partir dos anos 1930 até os primeiros anos do profissionalismo. Houve ainda o inesperado e prejudicial hiato do Rio Negro que perdurou por 14 anos entre 1945 e 1960.

### 1964 - Hoje: O Profissionalismo
Em 1964, o futebol oficial do estado adotou o regime profissional, devendo a partir dali os clubes exercerem o papel de empregadores de seus atletas, pagando-lhes um salário e oferecendo-lhes direitos de trabalhadores. Antes do profissionalismo chegar, os clubes locais pagavam prêmios e ofereciam condições para seus jogadores continuarem praticando o esporte, oferecendo vantagens para trazê-los de outros clubes. Por vezes, eram oferecidas vagas de empregos e os clubes de maior sucesso geralmente eram articulados com pessoas de poder na sociedade amazonense. Com a obrigação do futebol profissional, isso passou a ser proibido e o número de clubes aptos a participar do campeonato da primeira divisão caiu grotescamente, sendo que a maioria dos mais de 30 clubes filiados preferiu continuar no regime do amadorismo, caso por exemplo do Auto Esporte, uma potência dos anos 60.
Ainda no amadorismo, o futebol de Manaus já possuía bons públicos, ultrapassando por vezes a marca de 10 mil pessoas, no antigo Parque Amazonense. Os públicos bons traziam boas rendas, mas muitos bons jogadores acabavam por desistir da carreira ou iam para outros centros caso quisessem viver do futebol. Mesmo depois do profissionalismo, pequenos clubes do estado contratavam jogadores oferecendo empregos extra-esportivos oferecidos por dirigentes e parceiros. Logo houve a ampliação no Estádio Ismael Benigno e os jogos locais passaram a chegar à casa dos públicos de 20 mil pessoas. Com a inauguração do Estádio Vivaldo Lima em 1970, o estadual entrou de vez para o hall dos regionais com grandes públicos, agora recebendo públicos de até 42 mil pessoas, alternando com o Pará no posto de melhores médias de público do Norte e Meio Norte (região que compreende aos estados do Maranhão e Piauí). Na época, Manaus e Belém tinham o mesmo contingente populacional. Os clubes começavam a se sustentar de rendas e criar patrimônios, e por este motivo foi construído o Estádio Vivaldo Lima, que fora o maior palco das grandes glórias do futebol "baré".

### Clubes do Interior
Por muitos anos o campeão amazonense era aclamado "Campeão da Cidade" pelo fato do torneio envolver apenas clubes de Manaus. O ingresso de clubes do interior poderia ter ocorrido pelo menos uma década antes, em 1970 quando o Atlético Brasil Clube de Itacoatiara tentou ingresso no campeonato. Como na época tudo dependia de aprovação, a entrada do clube foi vetada por votação dos clubes membros (apenas o Fast Clube votou a favor).
Ainda na década de 1970, ensaiou-se a entrada de Manacapuru com os rubro-negros do Manacapuru Esporte Clube. Humaitá, ligada a Manaus pela importante BR-319, também ensaiou ingressar com o Grêmio Esportivo de Humaitá. Já Parintins chegou a contatar a Federação Amazonense de Futebol para ingressar com clubes como Amazonas, Sul América e Nacional. Em 1974 chegou a ser confirmada a entrada de Itacoatiara e Parintins na Taça Amazonas daquele ano. Porém, todas essas intenções acabaram não sendo concretizadas.
Apesar de todas as intenções, apenas em 1980 o Campeonato finalmente contou com sua primeira inscrição de um clube do Interior, ingressando duas agremiações: o Penarol Atlético Clube de Itacoatiara e o Olaria Esporte Clube de Humaitá. Em 1995, o Princesa do Solimões de Manacapuru foi o primeiro a ser finalista do torneio e dez anos mais tarde, em 2005, o Grêmio Coariense foi o primeiro clube fora de Manaus a ser campeão. Parintins, que foi uma das primeiras cidades do interior a idealizar um clube profissional, só teve sua primeira participação na Série A 53 anos depois, com o Parintins Futebol Clube na edição de 2023.

## Organização
O campeonato foi organizado pelas seguintes entidades:
- Liga Amazonense de Foot-ball (LAFB) - fundada em 15 de janeiro de 1914, organizou os campeonatos de 1914 e 1915.
- Liga Amazonense de Sports Athleticos (LASA) - Em janeiro de 1916 a LAFB mudou seu nome para este. Sob essa nomenclatura, foram organizados os campeonatos de 1916 e 1917, quando esta entidade foi dissolvida.
- Federação Amazonense de Desportos Athleticos (FADA) - Fundada em 21 de novembro de 1917, logo após a dissolução da LASA, organizou os campeonatos de 1918 a 1965. Foi durante sua fase que o futebol amazonense adotou o profissionalismo.
- Federação Amazonense de Futebol (FAF) - Fundada em 26 de setembro de 1966, organiza o "Barezão" de 1966 até os dias atuais.

### Outras Ligas
Devido a uma briga do Nacional com a FADA devido a um desentendimento com o Rio Negro em 1928, criou-se a Associação Manauense de Sports Athleticos (AMSA) em 1929. O Euterpe Football Club acompanhou o Nacional e ingressou nesta liga. A AMSA organizou seu estadual, mas acabou não sendo concluído. Naquele torneio aparecia pela primeira vez o São Raimundo, contando a AMSA ainda com clubes suburbanos como Andarahy Football Club, União Caixeiral Desportiva, Ribeiro Junior Football Club, Santa Cruz Football Club e Flamengo Football Club.
Em outra oportunidade, em 1966, os clubes saíram em debandada da FADA e fundaram a Federação Amazonense de Futebol, que atuou em litígio naquela temporada. Vendo isso a Confederação Brasileira de Desportos (CBD) resolveu reunir clubes do cenário amador de Manaus e organizou aquele que deveria ser a continuação do torneio oficial do estado. O torneio foi concluído, com título do tradicional XV de Agosto. No ano seguinte a FAF obteve reconhecimento e o torneio da CBD não mais foi realizado.

### Entidades atuais

#### FAF
A Federação Amazonense de Futebol (FAF) foi fundada em 26 de setembro de 1966 com o intuito de gerir o futebol do estado, sua fundação foi motivada pela briga entre a ACLEA (Associação dos Cronistas e Locutores Esportivos do Amazonas) e a antiga Federação Amazonense de Desportos Atléticos (FADA). Seu primeiro presidente foi Flaviano Limongi. A Federação só obteve reconhecimento por parte da Confederação Brasileira de Desportos (CBD) em 9 de setembro de 1967. Por esse motivo o estado ficou sem representantes no Campeonato Brasileiro de Futebol de 1967 (Taça Brasil). A FAF organizou bastante o futebol amazonense, nos seus primeiros anos a entidade trouxe a Seleção Brasileira para inaugurar o Estádio Vivaldo Lima. A partir de 1991, a entidade passou a ser presidida por Dissica Valério Tomaz, dirigente apontado como omisso e desleixado com a organização do futebol local. Dissica é político ligado ao município de Eirunepé, onde foi prefeito e por conta do cargo foi condenado por improbidade administrativa. Em 2022, depois de 30 anos de Dissica no cargo, foi eleito um novo presidente para a entidade, Ednailson Rozenha, figura ligada ao Fast Clube.

#### ACLEA
A Associação do Cronistas e Locutores Esportivos do Estado do Amazonas(ACLEA) foi fundada em 5 de fevereiro de 1956 por jornalistas especializados ligados aos jornais "O Jornal" e "Diário da Tarde"(Grupo Archer Pinto), "Jornal do Commercio"(Diários Associados) e "Jornal A Crítica"; ainda contou com membros das emissoras de rádio Baré, Difusora e Rio-Mar (todas operando em AM). Desde sua fundação é a ACLEA a responsável pelo credenciamento da mídia esportiva do estado, além de assumir a organização do Torneio Início do Campeonato, que vinha sendo realizado desde 1920 (atualmente sem ser realizado desde 2017). Foi por conta de uma grave desavença da ACLEA com a gestão de Laércio Miranda, então presidente da Federação Amazonense de Desportos Atléticos, que foi idealizada e depois fundada a Federação Amazonense de Futebol, em 1967. Atualmente a instituição está sediada em uma sala na Arena da Amazônia.

#### ACPEA
A Associação de Clubes Profissionais do Estado do Amazonas foi fundada em 6 de novembro de 2014, ano da Copa do Mundo, da qual Manaus foi uma das sedes. A entidade teria por função reestruturar o futebol do estado e lutar pelos direitos dos clubes. Na prática, a entidade não produziu frutos. Em 2015 sugeriu a organização da Copa Amazonas, com a ideia de ter calendário local no segundo semestre e esta foi realizada com o prêmio sendo uma vaga na Copa Verde. Isso aconteceu pela decisão errada da entidade de sugerir a extinção da Segunda Divisão. Depois, por intermédio da mesma, decidiu-se que o estadual passaria ao 2º semestre, indo na contramão do calendário nacional. Depois de ideias infrutíferas, a associação entrou em hiato, sem mais nada ser noticiado sobre suas atividades.

## Direitos de transmissão

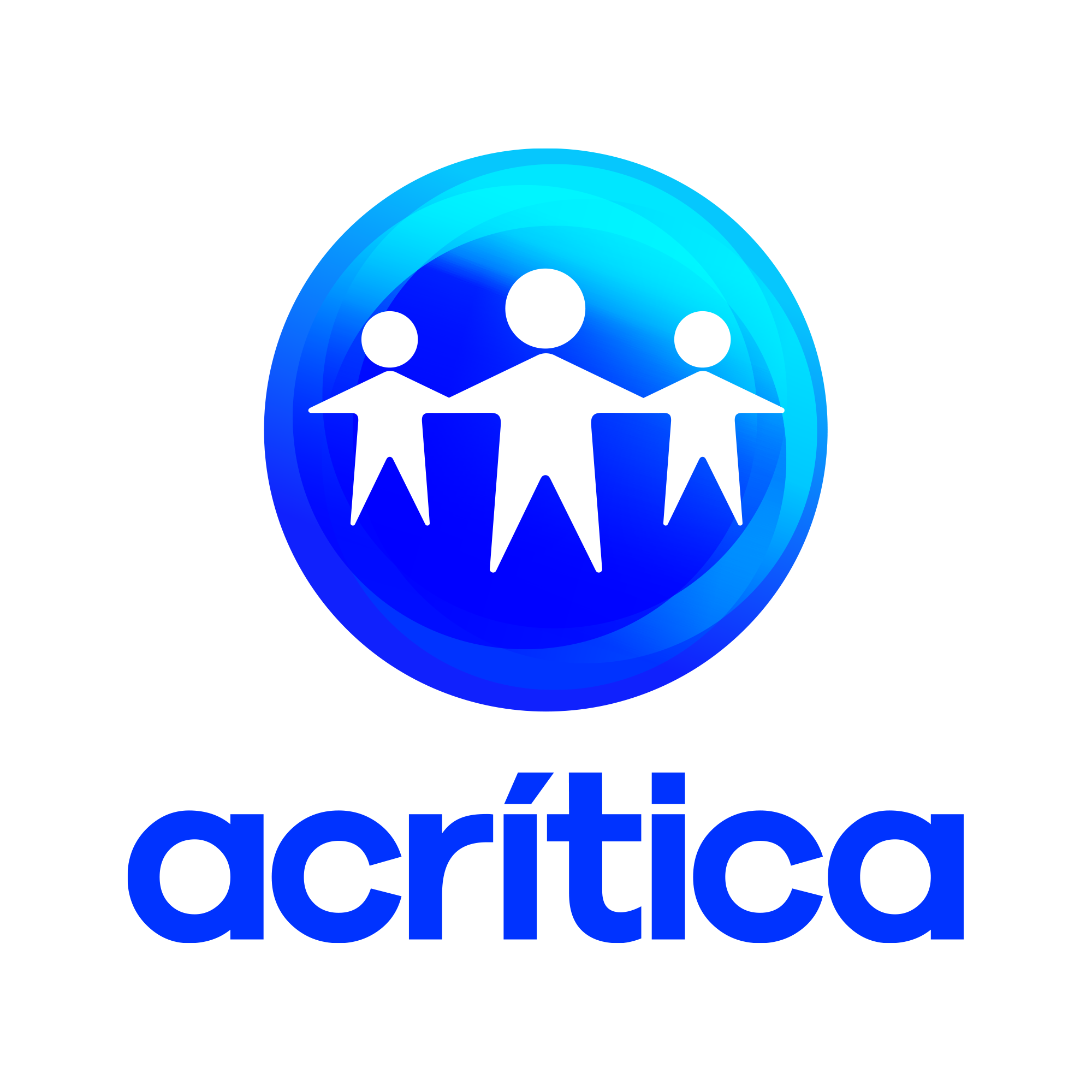
Logomarca da TV A Crítica, transmissora oficial do Barezão desde 2009.

Desde 2009, a TV A Crítica possui os direitos de transmissão do Campeonato Amazonense, transmitindo cerca de 1 a 3 jogos por rodada, com direito a transmissão também, a final do campeonato.
Em 2022, a Federação Amazonense lançou seu serviço de streaming Barezão Play, plataforma da FAF que contava com planos de pay-per-view com venda avulsa dos jogos a partir de R$ 9,90 e pacotes com mais de 40 jogos por R$ 59,00.

## Participantes em 2024
| Pos. | Rebaixados da Série A de 2023 |
| ---- | ----------------------------- |
| 9º   | Iranduba                      |
| 10º  | Fast Clube                    |

| Pos. | Promovidos da Série B de 2023 |
| ---- | ----------------------------- |
| 1º   | Unidos do Alvorada            |
| 2º   | São Raimundo-AM               |

| Aumento | Equipe promovida da Série B 2023 |

## Campeões
| Edição                           | Ano          | Campeão                 | Vice-campeão        | Terceiro colocado    | Quarto colocado   |
| Fase amadora                     | Fase amadora | Fase amadora            | Fase amadora        | Fase amadora         | Fase amadora      |
| -------------------------------- | ------------ | ----------------------- | ------------------- | -------------------- | ----------------- |
| 1ª                               | 1914         | Manaos Athletic (1)     | Nacional            | Manáos Sporting      | Vasco da Gama     |
| 2ª                               | 1915         | Manaos Athletic (2)     | Manáos Sporting     | Rio Negro            | Luso              |
| 3ª                               | 1916         | Nacional (1)            | Rio Negro           | União E. Portuguesa  | Manáos Sporting   |
| 4ª                               | 1917         | Nacional (2)            | Rio Negro           |                      |                   |
| 5ª                               | 1918         | Nacional (3)            | Rio Negro           |                      |                   |
| 6ª                               | 1919         | Nacional (4)            | Manáos Sporting     |                      |                   |
| 7ª                               | 1920         | Nacional (5)            | Rio Negro           | Manáos Sporting      | Amazonas          |
| 8ª                               | 1921         | Rio Negro (1)           | Luso                |                      |                   |
| 9ª                               | 1922         | Nacional (6)            | Rio Negro           |                      |                   |
| 10ª                              | 1923         | Nacional (7)            | Rio Negro           |                      |                   |
| (1924-1926) Não houve campeonato |              |                         |                     |                      |                   |
| Extra                            | 1926         | Rio Negro               | Nacional            |                      |                   |
| 11ª                              | 1927         | Rio Negro (2)           | Luso                |                      | Libertador        |
| 12ª                              | 1928         | Cruzeiro do Sul (1)     | Nacional            | Libertador           | Manáos Sporting   |
| 13ª                              | 1929         | Manáos Sporting (1)     | Libertador          |                      |                   |
| 14ª                              | 1930         | Cruzeiro do Sul (2)     |                     |                      |                   |
| 15ª                              | 1931         | Rio Negro (3)           |                     |                      |                   |
| 16ª                              | 1932         | Rio Negro (4)           | Fast Clube          |                      |                   |
| 17ª                              | 1933         | Nacional (8)            | Fast Clube          |                      |                   |
| 18ª                              | 1934         | União E. Portuguesa (1) | Fast Clube          |                      |                   |
| 19ª                              | 1935         | União E. Portuguesa (2) | Fast Clube          |                      |                   |
| 20ª                              | 1936         | Nacional (9)            | Fast Clube          |                      |                   |
| 21ª                              | 1937         | Nacional (10)           | União E. Portuguesa |                      |                   |
| 22ª                              | 1938         | Rio Negro (5)           | Fast Clube          |                      |                   |
| 23ª                              | 1939         | Nacional (11)           | Rio Negro           |                      |                   |
| 24ª                              | 1940         | Rio Negro (6)           | Fast Clube          | Nacional             |                   |
| 25ª                              | 1941         | Nacional (12)           | Rio Negro           |                      |                   |
| 26ª                              | 1942         | Nacional (13)           | Fast Clube          |                      |                   |
| 27ª                              | 1943         | Rio Negro (7)           | Olímpico            |                      |                   |
| 28ª                              | 1944         | Olímpico (1)            | Rio Negro           |                      |                   |
| 29ª                              | 1945         | Nacional (14)           | Rio Negro           | Olímpico             |                   |
| 30ª                              | 1946         | Nacional (15)           | Olímpico            | Tijuca Clube         | Comercial         |
| 31ª                              | 1947         | Olímpico (2)            | Tijuca Clube        |                      |                   |
| 32ª                              | 1948         | Fast Clube (1)          | Barés               | América              | Nacional          |
| 33ª                              | 1949         | Fast Clube (2)          | Eldorado            | América              | Nacional          |
| 34ª                              | 1950         | Nacional (16)           | Fast Clube          |                      |                   |
| 35ª                              | 1951         | América (1)             | Fast Clube          |                      |                   |
| 36ª                              | 1952         | América (2)             | Fast Clube          |                      |                   |
| 37ª                              | 1953         | América (3)             | Fast Clube          |                      |                   |
| 38ª                              | 1954         | América (4)             | Nacional            | Guanabara            | São Raimundo      |
| 39ª                              | 1955         | Fast Clube (3)          | América             | Santos               | Olímpico          |
| 40ª                              | 1956         | Auto Esporte (1)        | Nacional            |                      |                   |
| 41ª                              | 1957         | Nacional (17)           | Fast Clube          |                      |                   |
| 42ª                              | 1958         | Santos (1)              | Auto Esporte        | Guanabara            | São Raimundo      |
| 43ª                              | 1959         | Auto Esporte (2)        | Nacional            | Santos               | Fast Clube        |
| 44ª                              | 1960         | Fast Clube (4)          | Auto Esporte        | Nacional             | Sul América       |
| 45ª                              | 1961         | São Raimundo (1)        | Rio Negro           | Auto Esporte         | Sul América       |
| 46ª                              | 1962         | Rio Negro (8)           | Nacional            | Auto Esporte         | São Raimundo      |
| 47ª                              | 1963         | Nacional (18)           | América             | Fast Clube           | Rio Negro         |
| Fase profissional                |              |                         |                     |                      |                   |
| 48ª                              | 1964         | Nacional (19)           | São Raimundo        | Fast Clube           | América           |
| 49ª                              | 1965         | Rio Negro (9)           | Nacional            | Fast Clube           | América           |
| CBD                              | 1966         | XV de Agosto            |                     |                      |                   |
| 50ª                              | 1966         | São Raimundo (2)        | Rio Negro           | Nacional             | Fast Clube        |
| 51ª                              | 1967         | Olímpico (3)            | Nacional            | Fast Clube           | Rio Negro         |
| 52ª                              | 1968         | Nacional (20)           | Fast Clube          | São Raimundo         | Rio Negro         |
| 53ª                              | 1969         | Nacional (21)           | Fast Clube          | Olímpico             | América           |
| 54ª                              | 1970         | Fast Clube (5)          | Nacional            | Rodoviária           | Rio Negro         |
| 55ª                              | 1971         | Fast Clube (6)          | Rodoviária          | Nacional             | Olímpico          |
| 56ª                              | 1972         | Nacional (22)           | Fast Clube          | São Raimundo         | Rio Negro         |
| 57ª                              | 1973         | Rodoviária (1)          | Rio Negro           | Fast Clube           | Nacional          |
| 58ª                              | 1974         | Nacional (23)           | Rio Negro           | Sul América          | Fast Clube        |
| 59ª                              | 1975         | Rio Negro (10)          | Nacional            | Fast Clube           | São Raimundo      |
| 60ª                              | 1976         | Nacional (24)           | Rio Negro           | Fast Clube           | São Raimundo      |
| 61ª                              | 1977         | Nacional (25)           | Fast Clube          | Sul América          | América           |
| 62ª                              | 1978         | Nacional (26)           | Fast Clube          | São Raimundo         | América           |
| 63ª                              | 1979         | Nacional (27)           | Rio Negro           | Fast Clube           | América           |
| 64ª                              | 1980         | Nacional (28)           | Rio Negro           | Fast Clube           | Penarol           |
| 65ª                              | 1981         | Nacional (29)           | Fast Clube          | Sul América          | Penarol           |
| 66ª                              | 1982         | Rio Negro (11)          | Nacional            | Fast Clube           | Sul América       |
| 67ª                              | 1983         | Nacional (30)           | Rio Negro           | Penarol              | América           |
| 68ª                              | 1984         | Nacional (31)           | Rio Negro           | Fast Clube           | Penarol           |
| 69ª                              | 1985         | Nacional (32)           | Rio Negro           | Penarol              | Fast Clube        |
| 70ª                              | 1986         | Nacional (33)           | Rio Negro           | Penarol              | Fast Clube        |
| 71ª                              | 1987         | Rio Negro (12)          | Nacional            | Penarol              | Princesa          |
| 72ª                              | 1988         | Rio Negro (13)          | América             | Princesa do Solimões | Nacional          |
| 73ª                              | 1989         | Rio Negro (14)          | Nacional            | Sul América          | Princesa          |
| 74ª                              | 1990         | Rio Negro (15)          | Nacional            | Sul América          | Fast Clube        |
| 75ª                              | 1991         | Nacional (34)           | Fast Clube          | São Raimundo         | Penarol           |
| 76ª                              | 1992         | Sul América (1)         | Rio Negro           | Nacional             | São Raimundo      |
| 77ª                              | 1993         | Sul América (2)         | Nacional            | Rio Negro            | Penarol           |
| 78ª                              | 1994         | América (5)             | Nacional            | Fast Clube           | Libermorro        |
| 79ª                              | 1995         | Nacional (35)           | Princesa            | Libermorro           | América           |
| 80ª                              | 1996         | Nacional (36)           | Clíper              | Rio Negro            | São Raimundo      |
| 81ª                              | 1997         | São Raimundo (3)        | Princesa            | Sul América          | Clíper            |
| 82ª                              | 1998         | São Raimundo (4)        | Rio Negro           | Nacional             | Sul América       |
| 83ª                              | 1999         | São Raimundo (5)        | Rio Negro           | Nacional             | Fast Clube        |
| 84ª                              | 2000         | Nacional (37)           | São Raimundo        | Rio Negro            | Sul América       |
| 85ª                              | 2001         | Rio Negro (16)          | Nacional            | São Raimundo         | Princesa          |
| 86ª                              | 2002         | Nacional (38)           | Clíper              | São Raimundo         | Fast Clube        |
| 87ª                              | 2003         | Nacional (39)           | Rio Negro           | São Raimundo         | Sul América       |
| 88ª                              | 2004         | São Raimundo (6)        | Grêmio Coariense    | Nacional             | Princesa          |
| 89ª                              | 2005         | Grêmio Coariense (1)    | Nacional            | São Raimundo         | Princesa          |
| 90ª                              | 2006         | São Raimundo (7)        | Fast Clube          | Nacional             | Rio Negro         |
| 91ª                              | 2007         | Nacional (40)           | Fast Clube          | Princesa             | São Raimundo      |
| 92ª                              | 2008         | Holanda (1)             | Fast Clube          | Nacional             | São Raimundo      |
| 93ª                              | 2009         | América (6)             | Nacional            | Fast Clube           | São Raimundo      |
| 94ª                              | 2010         | Penarol (1)             | Fast Clube          | Princesa             | Nacional          |
| 95ª                              | 2011         | Penarol (2)             | Nacional            | Fast Clube           | São Raimundo      |
| 96°                              | 2012         | Nacional (41)           | Fast Clube          | Penarol              | Iranduba          |
| 97º                              | 2013         | Princesa (1)            | Nacional            | Penarol              | Fast Clube        |
| 98º                              | 2014         | Nacional (42)           | Princesa            | Fast Clube           | Nacional Borbense |
| 99º                              | 2015         | Nacional (43)           | Princesa            | Fast Clube           | Penarol           |
| 100º                             | 2016         | Fast Clube (7)          | Princesa            | Nacional             | Rio Negro         |
| 101º                             | 2017         | Manaus (1)              | Nacional            | Fast Clube           | Princesa          |
| 102º                             | 2018         | Manaus (2)              | Fast Clube          | Penarol              | Princesa          |
| 103º                             | 2019         | Manaus (3)              | Fast Clube          | Nacional             | Penarol           |
| 104º                             | 2020         | Penarol (3)             | Manaus              | Fast Clube           | São Raimundo      |
| 105º                             | 2021         | Manaus (4)              | São Raimundo        | Amazonas             | Princesa          |
| 106º                             | 2022         | Manaus (5)              | Princesa            | Nacional             | Fast Clube        |
| 107º                             | 2023         | Amazonas (1)            | Manauara            | Princesa             | Nacional          |
| 108º                             | 2024         | Manaus (6)              | Amazonas            | Manauara             | Parintins         |
| 109º                             | 2025         | Amazonas (2)            | Nacional            | Manaus               | Manauara          |

Notas
- Os campeonatos de 1917, 1945 e 1982 tiveram problemas judiciais entre Nacional e Rio Negro que se arrastaram por meses, mas decididos e resolvidos, apontaram os campeões que constam nesta lista.
- Em 1926 o Campeonato Oficial foi cancelado. O torneio vencido pelo Rio Negro naquele ano era secundário mas, por ter sido o único a ser encerrado, muitos passaram a chamar o clube de "campeão da temporada".[19]
- O primeiro campeonato profissional foi realizado ainda sob a tutela da Federação Amazonense de Desportos Atléticos, em 1964. A Federação Amazonense de Futebol realizou seu primeiro campeonato em 1966, de forma ainda  não reconhecida pela C.B.D.
- O torneio promovido pela C.B.D. em 1966, foi realizado em virtude do abandono da F.A.D.A. pelos clubes. O campeão foi o XV de Agosto, tradicional clube suburbano de Manaus, sediado no bairro de Petrópolis.[21]
- Em 1967 não houve o Campeonato Amazonense de fato, mas a Federação reconheceu o campeão da Taça Amazonas de 1968 como campeão estadual.

### Títulos Invictos
- Nacional - 1978[22], 2002
- Rio Negro - 1921
- América - 1951[23].
- Fast Clube - 1955[24]
- São Raimundo - 2006[25]

## Títulos

### Títulos por equipe
| Clube                             | Campeão | Anos dos Títulos | Vice | Anos dos Vices |
| --------------------------------- | ------- | --- | ---- | --- |
| Nacional (Manaus)                 | 43      | 1916, 1917, 1918, 1919, 1920, 1922, 1923, 1933, 1936, 1937, 1939, 1941, 1942, 1945, 1946, 1950, 1957, 1963, 1964, 1968, 1969, 1972, 1974, 1976, 1977, 1978, 1979, 1980, 1981, 1983, 1984, 1985, 1986, 1991, 1995, 1996, 2000, 2002, 2003, 2007, 2012, 2014, 2015 | 24   | 1914, 1921, 1940, 1954, 1956, 1959, 1962, 1965, 1967, 1970, 1975, 1982, 1987, 1989, 1990, 1993, 1994, 2001, 2005, 2009, 2011, 2013, 2017, 2025                         |
| Rio Negro (Manaus)                | 16      | 1921, 1927, 1931, 1932, 1938, 1940, 1943, 1962, 1965, 1975, 1982, 1987, 1988, 1989, 1990, 2001 | 26   | 1916, 1917, 1918, 1920, 1922, 1923, 1928, 1939, 1941, 1944, 1945, 1961, 1966, 1973, 1974, 1976, 1979, 1980, 1983, 1984, 1985, 1986, 1992, 1998, 1999, 2003             |
| Fast Clube (Manaus)               | 7       | 1948, 1949, 1955, 1960, 1970, 1971, 2016 | 28   | 1932, 1933, 1934, 1935, 1936, 1937, 1938, 1942, 1947, 1950, 1951, 1952, 1953, 1957, 1968, 1969, 1972, 1977, 1978, 1981, 1991, 2006, 2007, 2008, 2010, 2012, 2018, 2019 |
| São Raimundo (Manaus)             | 7       | 1961, 1966, 1997, 1998, 1999, 2004, 2006 | 3    | 1964, 2000, 2021 |
| América † (Manaus)                | 6       | 1951, 1952, 1953, 1954, 1994, 2009 | 4    | 1955, 1960, 1963, 1988 |
| Manaus (Manaus)                   | 6       | 2017, 2018, 2019, 2021, 2022, 2024 | 1    | 2020 |
| Olímpico † (Manaus)               | 3       | 1944, 1947, 1967 | 2    | 1943, 1946 |
| Penarol (Itacoatiara)             | 3       | 2010, 2011, 2020 | 0    | |
| Cruzeiro do Sul † (Manaus)        | 2       | 1928, 1930 | 1    | 1929 |
| Auto Esporte † (Manaus)           | 2       | 1956, 1959 | 1    | 1958 |
| Amazonas (Manaus)                 | 2       | 2023, 2025 | 1    | 2024 |
| Manaos Athletic † (Manaus)        | 2       | 1914, 1915 | 0    | |
| União Esportiva † (Manaus)        | 2       | 1934, 1935 | 0    | |
| Sul América (Manaus)              | 2       | 1992, 1993 | 0    | |
| Princesa do Solimões (Manacapuru) | 1       | 2013 | 6    | 1995, 1997, 2014, 2015, 2016, 2022 |
| Manaos Sporting † (Manaus)        | 1       | 1929 | 2    | 1915, 1919 |
| Rodoviária † (Manaus)             | 1       | 1973 | 1    | 1971 |
| Coariense † (Coari)               | 1       | 2005 | 1    | 2004 |
| Santos † (Manaus)                 | 1       | 1958 | 0    | |
| Holanda (Rio Preto da Eva)        | 1       | 2008 | 0    | |
| Clipper (Manaus)                  | 0       | | 2    | 1996, 2002 |
| Luso † (Manaus)                   | 0       | | 1    | 1927 |
| Barés † (Manaus)                  | 0       | | 1    | 1948 |
| Eldorado † (Manaus)               | 0       | | 1    | 1949 |
| Manauara (Manaus)                 | 0       | | 1    | 2023 |

- Em "†", estão os clubes licenciados ou extintos.

- De 1914 a 1963 o Campeonato foi disputado no regime amador.

- De 1964 em diante foram disputados campeonatos do regime profissional

## Título por cidade
- De 1914 a 1979 apenas clubes de Manaus haviam participado do campeonato.
- Em 1980 houve o ingresso de dois clubes do interior: Penarol (Itacoatiara) e Olaria (Humaitá).[26]
- A primeira final envolvendo um clube do interior foi a de 1995, com o Princesa do Solimões, de Manacapuru. O mesmo clube voltou a ser finalista em 1997, sendo vice-campeão das duas ocasiões.
- O primeiro título de um clube do interior ocorreu em 2005, com o Grêmio Coariense, do município de Coari (hoje com cerca de 86 mil habitantes).[27]
- O primeiro município do interior a ter dois títulos estaduais foi Itacoatiara, com a conquista do bicampeonato por parte do Penarol, em 2010 e 2011. Em 2020 o mesmo clube tornou a cidade também a primeira do interior com três conquistas.
- Alguns clubes fizeram parcerias e atuaram em cidades diferentes, como no caso do Fast Clube, que mandou jogos em Tefé, Itacoatiara e recentemente em Manaquiri. Como é um clube fundado e sediado em Manaus, e sua ligação histórica é com a cidade, suas participações contam nas estatísticas de Manaus.

| Cidade           | Títulos | Vices |
| ---------------- | ------- | ----- |
| Manaus           | 103     | 102   |
| Itacoatiara      | 3       | 0     |
| Manacapuru       | 1       | 6     |
| Coari            | 1       | 1     |
| Rio Preto da Eva | 1       | 0     |

Os municípios de Manaus (51 clubes ao longo da história), Itacoatiara (Penarol e JC), Manacapuru (Princesa do Solimões e Operário), Coari (Coariense), Manicoré (CDC Manicoré, Humaitá (Olaria), Borba (Nacional Borbense), Iranduba (Iranduba) e por último Parintins (Parintins) tem clubes sediados que disputam ou disputaram o estadual. Os clubes Holanda e CEPE são sediados em Manaus mas por conta de parcerias, estiveram ligados a cidades do interior (Rio Preto da Eva e Iranduba, respectivamente). O Parintins, com sede na cidade homônima, também tem ligação com Rio Preto da Eva, onde manda seus jogos.

## Participações
Abaixo, segue uma lista dos clubes que participaram do campeonato Amazonense de Futebol no período em que este foi profissional (de 1964 a 2025). São possíveis 61 participações nessa fase do estadual.
Último campeonato contabilizado: Campeonato Amazonense de Futebol de 2025.
| Equipe             | Fundação               | Cidade                     | Participações | Períodos                                                                               | Melhor Resultado                             | Pior Resultado                               |
| ------------------ | ---------------------- | -------------------------- | ------------- | -------------------------------------------------------------------------------------- | -------------------------------------------- | -------------------------------------------- |
| Nacional           | 13 de janeiro de 1913  | Manaus                     | 61            | 1964-1996 e 1998-2025                                                                  | Campeão (25 vezes)                           | 7º lugar (2024)                              |
| Fast Clube         | 8 de julho de 1930     | Manaus                     | 55            | 1964-1997, 1999-2002, 2004, 2006-2020, 2022                                            | Campeão (1970, 1971 e 2016)                  | Último (1983, 1992, 1997, 2000, 2023)        |
| São Raimundo       | 18 de novembro de 1918 | Manaus                     | 55            | 1964-1980, 1983-1992, 1996-2018, 2020-22, 2024-2025                                    | Campeão (6 vezes)                            | Último (1965, 1979, 1984, 1985, 1990 e 2017) |
| Rio Negro          | 13 de novembro de 1913 | Manaus                     | 51            | 1964-1976, 1979-1990, 1992-1993, 1995-1996, 1998-2009, 2011-2013, 2015-2019, 2023-2024 | Campeão (8 vezes)                            | Último (1995, 2008, 2009 e 2024)             |
| Sul América        | 1 de maio de 1932      | Manaus                     | 48            | 1964-1990, 1992-1993, 1996-2011 e 2013-2014, 2019                                      | Campeão (1992 e 1993)                        | Último (11 vezes)                            |
| América            | 2 de agosto de 1939    | Manaus                     | 47            | 1964-2004 e 2006-2011                                                                  | Campeão (1994 e 2009)                        | Último (9 vezes)                             |
| Princesa           | 18 de agosto de 1971   | Manacapuru                 | 32            | 1987-1991, 1995-1998, 2001-2002, 2004-2019, 2021-2025                                  | Campeão (2013)                               | Último (1991)                                |
| Libermorro         | 7 de dezembro de 1947  | Manaus                     | 27            | 1977-1989, 1993-1998, 2000-2002 e 2004-2008                                            | 3º lugar (1995)                              | Último (12 vezes)                            |
| Penarol            | 8 de agosto de 1947    | Itacoatiara                | 25            | 1980-1989, 1991, 1993 e 2009-2015, 2017-2022                                           | Campeão (2010, 2011, 2020)                   | 11º lugar (2022)                             |
| Clíper             | 1 de junho de 1952     | Manaus                     | 13            | 1996-2006, 2021-2022                                                                   | Vice-campeão (1996, 2002)                    | Último (1998, 2004 e 2006)                   |
| Manaus             | 5 de maio de 2013      | Manaus                     | 12            | 2014-2025                                                                              | Campeão (2017, 2018, 2019, 2021, 2022, 2024) | 6º lugar (2014, 2015, 2016)                  |
| Iranduba           | 18 de janeiro de 2011  | Iranduba                   | 6             | 2012-15, 2019-23                                                                       | 4º lugar (2012)                              | Último lugar (2020, 2021 e 2023)             |
| Olímpico Clube     | 17 de outubro de 1938  | Manaus                     | 8             | 1964, 1967-1973                                                                        | Campeão (1967)                               | 7º lugar (1970)                              |
| Rodoviária         | 20 de janeiro de 1960  | Manaus                     | 6             | 1969-1973, 1976                                                                        | Campeão (1973)                               | 5º lugar (1969, 1972 e 1976)                 |
| Holanda            | 21 de outubro de 2010  | Rio Preto da Eva           | 6             | 2008-2009, 2012-2014, 2017                                                             | Campeão (2008)                               | 9º lugar (2014)                              |
| Operário           | 10 de junho de 1982    | Manacapuru                 | 6             | 2011-12, 2015, 2022-2024                                                               | 5º lugar (2011)                              | Último (2012 e 2015)                         |
| Amazonas           | 23 de maio de 2019     | Manaus                     | 6             | 2020-2025                                                                              | Campeão (2023 e 2025)                        | 5º lugar (2020 e 2022)                       |
| CDC                | 30 de maio de 2007     | Manicoré                   | 4             | 2009-2010, 2012 e 2018                                                                 | 8º lugar (2009)                              | Último lugar (2018)                          |
| Coariense          | 6 de janeiro de 1977   | Coari                      | 3             | 2004-2006                                                                              | Campeão (2005)                               | 6º lugar (2006)                              |
| Manauara           | 30 de novembro de 2020 | Manaus                     | 4             | 2022-2025                                                                              | 2º lugar (2023)                              | 6º lugar (2022)                              |
| Borbense           | 1 de janeiro de 1989   | Borba                      | 3             | 2014-2016                                                                              | 3º lugar (2014)                              | Último lugar (2016)                          |
| Parintins          | 8 de julho de 2021     | Parintins/Rio Preto da Eva | 3             | 2023-2025                                                                              | 4º lugar (2024)                              | 6º lugar (2023)                              |
| Itacoatiara        | 11 de janeiro de 2019  | Itacoatiara                | 2             | 2021-2022                                                                              | 8º lugar (2021)                              | Último lugar (2022)                          |
| Tarumã             | 1 de março de 1974     | Manaus                     | 1             | 2013                                                                                   | Último lugar (2013)                          | Último lugar (2013)                          |
| Compensão          | 03 de agosto de 1983   | Manaus                     | 1             | 2010                                                                                   | 8º lugar                                     | 8º lugar                                     |
| ASA                | 8 de março de 1967     | Manaus                     | 1             | 2010                                                                                   | Último lugar (2010)                          | Último lugar (2010)                          |
| CEPE               | 3 de agosto de 1983    | Iranduba                   | 1             | 2008                                                                                   | 8º lugar                                     | 8º lugar                                     |
| Olaria             | 5 de outubro de 1977   | Humaitá                    | 1             | 1980                                                                                   | 7º lugar                                     | 7º lugar                                     |
| Unidos do Alvorada | 15 de maio de 1995     | Manaus                     | 1             | 2024                                                                                   | 9º lugar                                     | 9º lugar                                     |
| Sete               | 22 de julho de 2022    | Manaus                     | 1             | 2025                                                                                   | Último lugar (2025)                          | Último lugar (2025)                          |

### Ranking de vezes entre os quatro primeiros
Os clubes que mais vezes estiveram entre os quatro primeiros lugares, foram os seguintes(as posições obedecem o número de títulos, depois os vice-campeonatos e assim por diante):
| Clube             | Títulos | 2° Lugar | 3° Lugar | 4° Lugar | Total |
| ----------------- | ------- | -------- | -------- | -------- | ----- |
| Nacional          | 25      | 17       | 11       | 04       | 57    |
| Rio Negro         | 08      | 14       | 03       | 06       | 31    |
| São Raimundo      | 06      | 03       | 08       | 09       | 26    |
| Manaus FC         | 06      | 01       | 01       | **       | 08    |
| Fast Clube        | 03      | 14       | 17       | 09       | 43    |
| Penarol           | 03      | **       | 06       | 07       | 16    |
| América           | 02      | 01       | 01       | 07       | 11    |
| Amazonas FC       | 02      | 01       | 01       | **       | 04    |
| Sul América       | 02      | **       | 06       | 04       | 12    |
| Princesa          | 01      | 06       | 04       | 09       | 20    |
| Rodoviária        | 01      | 01       | 01       | **       | 03    |
| Coariense         | 01      | 01       | **       | **       | 02    |
| Olímpico          | 01      | **       | 01       | 01       | 03    |
| Holanda           | 01      | **       | **       | **       | 01    |
| Clíper            | **      | 02       | **       | 01       | 03    |
| Manauara          | **      | 01       | 01       | 01       | 03    |
| Libermorro        | **      | **       | 01       | 01       | 02    |
| Parintins         | **      | **       | **       | 01       | 01    |
| Nacional Borbense | **      | **       | **       | 01       | 01    |
| Iranduba          | **      | **       | **       | 01       | 01    |

## Artilheiros
| Ano  | Artilheiro             | Clube                             | Gols |
| ---- | ---------------------- | --------------------------------- | ---- |
| 1956 | Padeirinho             | Fast Clube (Manaus)               | 15   |
| 1957 | Quinha                 | Olímpico (Manaus)                 | 38   |
| 1958 | Pretinho               | Santos (Manaus)                   | 13   |
| 1959 | Gordinho               | Auto Esporte (Manaus)             | 25   |
| 1960 | Português              | Fast Clube (Manaus)               | 20   |
| 1961 | Nonato                 | Auto Esporte (Manaus)             | 10   |
| 1961 | Lacinha                | Nacional (Manaus)                 | 10   |
| 1962 | Sabá                   | Nacional (Manaus)                 | 8    |
| 1963 | Edson Piola            | Fast Clube (Manaus)               | 23   |
| 1964 | Santarém               | São Raimundo (Manaus)             | 13   |
| 1965 | Sabá Burro Negro       | Rio Negro (Manaus)                | 10   |
| 1966 | Sabá Burro Negro       | Rio Negro (Manaus)                | 8    |
| 1967 | Irailton               | Olímpico (Manaus)                 | 9    |
| 1968 | Aírton                 | São Raimundo (Manaus)             | 6    |
| 1969 | Santos                 | Rio Negro (Manaus)                | 9    |
| 1970 | Afonso                 | Fast Clube (Manaus)               | 10   |
| 1970 | Luís Darque            | Olímpico (Manaus)                 | 10   |
| 1971 | Edson Piola            | Fast Clube (Manaus)               | 10   |
| 1972 | Walmir Coutinho        | Nacional (Manaus)                 | 6    |
| 1972 | Rolinha                | São Raimundo (Manaus)             | 6    |
| 1972 | Santarém               | São Raimundo (Manaus)             | 6    |
| 1973 | Ronildo                | São Raimundo (Manaus)             | 7    |
| 1974 | Bibi                   | Nacional (Manaus)                 | 7    |
| 1975 | Domingos               | Fast Clube (Manaus)               | 12   |
| 1976 | Lívio                  | Rio Negro (Manaus)                | 22   |
| 1977 | Zezinho                | Nacional (Manaus)                 | 17   |
| 1977 | Careca                 | Sul América (Manaus)              | 17   |
| 1978 | Careca                 | Nacional (Manaus)                 | 15   |
| 1979 | Careca                 | Nacional (Manaus)                 | 15   |
| 1980 | Edson                  | Penarol (Itacoatiara)             | 19   |
| 1981 | Jásson                 | Nacional (Manaus)                 | 14   |
| 1982 | Índio                  | Rio Negro (Manaus)                | 9    |
| 1983 | Tita                   | Rio Negro (Manaus)                | 14   |
| 1984 | Dario Peito de Aço     | Nacional (Manaus)                 | 14   |
| 1985 | Tonho                  | Penarol (Itacoatiara)             | 19   |
| 1986 | Volnei                 | Rio Negro (Manaus)                | 15   |
| 1987 | Jásson                 | Nacional (Manaus)                 | 20   |
| 1988 | Rildo                  | Princesa(Manacapuru)              | 6    |
| 1989 | Sylvinho - carioca     | Nacional(Manaus)                  | 13   |
| 1990 | Marcão                 | Rio Negro (Manaus)                | 7    |
| 1991 | Sabino                 | Fast Clube (Manaus)               | 8    |
| 1992 | Humberto               | Rio Negro (Manaus)                | 9    |
| 1993 | Alcimar                | Nacional (Manaus)                 | 8    |
| 1994 | Ney                    | Nacional (Manaus)                 | 8    |
| 1995 | Valmir                 | Libermorro (Manaus)               | 4    |
| 1995 | Jorge Veras            | Nacional (Manaus)                 | 4    |
| 1996 | Alcimar                | Cliper (Manaus)                   | 10   |
| 1997 | Bugrão                 | São Raimundo (Manaus)             | 17   |
| 1998 | Jair                   | Sul América (Manaus)              | 13   |
| 1999 | Ivan                   | Cliper (Manaus)                   | 10   |
| 2000 | Aílton                 | Nacional (Manaus)                 | 12   |
| 2001 | Aílton                 | Nacional (Manaus)                 | 15   |
| 2002 | Zé Carlos              | Cliper (Manaus)                   | 16   |
| 2003 | Torrinha               | Nacional (Manaus)                 | 11   |
| 2004 | Delmo                  | São Raimundo (Manaus)             | 24   |
| 2005 | Marinho                | Grêmio Coariense (Coari)          | 9    |
| 2005 | Diego                  | Nacional (Manaus)                 | 9    |
| 2006 | Bazinho                | Fast Clube (Manaus)               | 13   |
| 2006 | Delmo                  | São Raimundo (Manaus)             | 13   |
| 2007 | Val                    | Princesa(Manacapuru)              | 9    |
| 2008 | Ernandes               | Fast Clube (Manaus)               | 11   |
| 2009 | Branco                 | Nacional (Manaus)                 | 12   |
| 2010 | Charles                | Penarol (Itacoatiara)             | 10   |
| 2010 | Nando                  | Princesa(Manacapuru)              | 10   |
| 2011 | Bazinho                | Operário (Manacapuru)             | 11   |
| 2012 | Leonardo "Índio Negro" | Nacional (Manaus)                 | 14   |
| 2013 | Robemar                | Penarol (Itacoatiara)             | 12   |
| 2014 | Michel Parintins       | Princesa(Manacapuru)              | 11   |
| 2015 | Charles                | Fast Clube (Manaus)               | 13   |
| 2016 | Jefferson              | Princesa do Solimões (Manacapuru) | 9    |
| 2017 | Leonardo "Indio Negro" | Rio Negro (Manaus)                | 10   |
| 2017 | Marinho                | Holanda (Rio Preto da Eva)        | 10   |
| 2018 | Hamilton               | Manaus(Manaus)                    | 6    |
| 2019 | Raílson                | Penarol (Itacoatiara)             | 7    |
| 2020 | Geraldo                | Iranduba (Iranduba)               | 2    |
| 2020 | Emerson Bacas          | Fast Clube (Manaus)               | 2    |
| 2020 | Lucas "Espiga"         | Penarol (Itacoatiara)             | 2    |
| 2020 | Philip                 | Manaus(Manaus)                    | 2    |
| 2020 | Rafael Ibiapino        | Manaus(Manaus)                    | 2    |
| 2021 | Diego Rosa             | Manaus(Manaus)                    | 7    |
| 2022 | Max                    | Princesa(Manacapuru)              | 9    |
| 2023 | Iury "Tanque"          | Manauara (Manaus)                 | 8    |
| 2024 | Rafael Ibiapino        | Manaus(Manaus)                    | 7    |

## Clássicos
- Rio-Nal - o confronto é disputado desde 1914, quando se enfrentaram pelo 1º Campeonato Amazonense. É o confronto mais antigo da Região Norte do Brasil ainda em atividade e também o clássico mais tradicional do Amazonas, sendo o confronto mais disputado em terras barés, com quase 400 edições.[31]
- Pai-Filho - é o confronto entre Nacional e Fast Clube. O confronto recebe esse nome por conta do fato de o Fast Clube ter se originado de uma dissidência do Nacional, em 1930.[32]
- Rio-Fas - é o clássico onde Rio Negro e Fast Clube se enfrentam, ambos fazendo parte do "trio de ferro" do estado. Apesar de nunca terem disputado uma final direta no estadual, participaram juntos de muitos triangulares ou quadrangulares finais.
- Galo Preto - é disputado pelos vizinhos São Raimundo e Sul América, recebeu o nome por conta de rituais de macumba que eram feitos por torcedores antes dos confrontos. O clássico marcou a reinauguração do Estádio Ismael Benigno.[33]
- Clássico do Interior - envolve as duas mãis tradicionais equipes do Interior do estado, o Penarol, de Itacoatiara e o Princesa do Solimões, de Manacapuru. São os clubes mais longevos e vitoriosos do Interior do estado.[34]

### Jogos de destaque na atualidade
- Nacional x São Raimundo "Clássico Azul" - A rivalidade entre os dois clubes cresceu bastante desde 1996 quando o São Raimundo se tornou uma força no futebol local. Decidiram o estadual de 2000, com título do Nacional.
- Rio Negro x São Raimundo "Clássico da Luta" - O confronto viveu seu auge no final dos anos 90, época de ouro do São Raimundo, onde o Rio Negro foi seu adversário mais forte. Decidiram os estaduais de 98 e 99, além de grande rivalidade até por volta de 2006.
- Nacional x Princesa do Solimões - O confronto viveu o auge de sua rivalidade entre 2012 e 2015, quando os dois clubes fizeram várias decisões.
- Amazonas x Manaus "Clássico Gavionça[35]" - Ambas equipes surgiram na década de 2010 e despontaram no cenário local e também apresentaram rápida ascensão no cenário nacional. Se encontraram no Campeonato Brasileiro de Futebol de 2023 - Série C e na final do estadual de 2024.[36]